# Steven Universe: Ataque al Prisma
Steven Universe: Ataque al Prisma (titulado originalmente Steven Universe: Attack the Light!) es un videojuego desarrollado por Grumpyface Studios y publicado por Cartoon Network. El juego, basado en la serie de televisión animada Steven Universe y presentando una historia escrita por Rebecca Sugar (creadora de la serie), fue lanzado para dispositivos móviles iOS y Android el 2 de abril de 2015. La versión más reciente añadió el "Modo de Diamante", una versión de dificultad alta del juego que añadió bonificaciones.

## Sistema de juego
Ataque al Prisma es un juego de rol en que Steven y las tres Gemas de Cristal —Garnet, Amatista, y Perla — recorren mapas múltiples en cinco mundos. Controlando a los personajes a través del mapa se puede interaccionar con mecanismos, y áreas escondidas para obtener elementos que tampoco pueden ser utilizados en batalla o abrir arriba de otras áreas. Algunas áreas pueden ser inaccesibles hasta que los jugadores solucionan los rompecabezas u obtienen el elemento necesario de otro nivel.
Durante las batallas, en que los protagonistas y el enemigo toman vueltas para atacar, las Gemas toman lucha y posiciones ofensivas contra el enemigo mientras Steven proporciona soporte, capaz de utilizar curándose y acceso y capacidades defensivos. La mayoría de los personajes y acciones pueden requerir Puntos de Estrella, de los cuales allí son un suministro limitado durante cada vuelta, aunque los jugadores pueden utilizar elementos para aumentar sus Puntos de Estrella o escoger salvarles para su vuelta próxima.
Similar a juegos como la serie de Mario Paper muchas de las acciones gesto de característica actuada-basó controles. Sencillo bien-cronometró los grifos de la pantalla pueden soler trato daño extra durante ataques estándares, o reducir el daño tomado de ataques de enemigo. Otras capacidades, los cuales pueden ser unlocked como cada niveles de carácter arriba con experiencia, característica mecánica única como apuntar un disparado o repetidamente golpeando la pantalla.

Si una Gema pierde todo de su Armonía (salud),  retroceda a su gema y estancia en este estado hasta un elemento puede hacer su regenerar o hasta los fines de batalla, con el final de juego si todo tres Gemas están derrotadas. Los jugadores pueden encontrar placas para equipar a las Gemas, dándoles stat impulsos, así como gana moneda que puede soler compra elementos adicionales.

## Desarrollo y publicación
Ataque al Prisma fue desarrollado por Grumpyface Estudios. y Rebecca Sugar, creadora del programa y está supervisando por el exdirector Ian Jones-Quartey en el desarrollo del juego. Fue liberado en iOS y la plataforma de Android el 2 de abril de 2015. Cartoon Network promovió el juego con la emisión del episodio "Say Uncle", un episodio especial de Steven Universe, el cual es un crossover no canónico con la serie Uncle Grandpa.

## Recepción
Ataque al Prisma ha sido aclamada por la crítica. En Metacritic, su versión para iOS tiene una puntuación de 91/100, el cual indica "universalmente aclamado". Está evaluado como "magnífico" por Destructoid, cuyo observador escribió que el combate era muy bien implementado, proporcionando complejidad pero no confusión, y que la calidad más fuerte del juego era su personalidad, gracias a dibujar en la serie de televisión' actores de voz. Kotaku Era también positivo sobre el juego, alabando su complejidad inesperada y profundidad así como qué  dirige capturar el espíritu de la serie de televisión. Matt Keeley de "Unicorn Booty" alabó la edición de Apple TV del juego, llamándolo un "episodio jugable", pero notado unos cuantos casos donde el juego congelaría en el dispositivo.